# Dieter Neuendorf
Dieter Neuendorf (ur. 7 lipca 1940 w Ruhli, zm. 21 maja 2021 w Bad Salzungen) – niemiecki skoczek narciarski reprezentujący NRD. Karierę skoczka zakończył w 1971.
W 1964 zajął 5. miejsce na igrzyskach w Innsbrucku. Jego największym sukcesem jest wicemistrzostwo świata wywalczone indywidualnie na  normalnej skoczni w Oslo. W latach 1966–1968 trzykrotnie zajmował miejsce na podium Turnieju Czterech Skoczni. W 14. Turnieju Czterech Skoczni zajął drugie miejsce w klasyfikacji generalnej (2. miejsce w Oberstdorfie, 6. miejsce w Garmisch-Partenkirchen, 1. miejsce w Innsbrucku i 3. miejsce w Bischofshofen), w 15. Turnieju Czterech Skoczni zajął trzecie miejsce w klasyfikacji generalnej (1. miejsce w Oberstdorfie, 4. miejsce w Garmisch-Partenkirchen, 7. miejsce w Innsbrucku i 6. miejsce w Bischofshofen), a rok później ponownie był trzeci (1. miejsce w Oberstdorfie, 2. miejsce w Garmisch-Partenkirchen, nie startował w Innsbrucku i 10. miejsce w Bischofshofen).

## Mistrzostwa Świata
- Indywidualnie
  - 1966 Oslo (NOR) – srebrny medal (normalna skocznia)

## Igrzyska Olimpijskie
- Indywidualnie
  - 1964 Innsbruck (AUT) – 5. miejsce (duża skocznia)
  - 1964 Innsbruck (AUT) – 8. miejsce (skocznia normalna)
  - 1968 Grenoble (FRA) – 15. miejsce (duża skocznia)
  - 1968 Grenoble (FRA) – 7. miejsce (skocznia normalna)